# Dactylolabis degradans
Dactylolabis degradans là một loài ruồi trong họ Limoniidae. Chúng phân bố ở miền Cổ bắc.